# Elezioni generali in Spagna del 2004
Le elezioni generali in Spagna del 2004 si tennero il 14 marzo per il rinnovo delle Corti Generali (Congresso dei Deputati e Senato). Esse videro la vittoria del Partito Socialista Operaio Spagnolo di José Luis Rodríguez Zapatero, che divenne Presidente del Governo.
La fase finale della campagna elettorale fu segnata dagli attentati di Madrid: il presidente uscente Aznar, dato fino ad allora per favorito, fu duramente criticato in ragione del suo sostegno all'intervento militare statunitense in Iraq. Le vicende furono narrate da Luis Sepúlveda in La Spagna nel cuore, racconto contenuto all'interno del libro Il potere dei sogni.

## Risultati

### Congresso dei Deputati
| Liste                                           | Voti       | %     | Seggi |
| ----------------------------------------------- | ---------- | ----- | ----- |
| Partito Socialista Operaio Spagnolo             | 11 026 163 | 42,59 | 164   |
| Partito Popolare                                | 9 763 144  | 37,71 | 148   |
| Sinistra Unita                                  | 1 284 081  | 4,96  | 5     |
| Convergenza e Unione                            | 835 471    | 3,23  | 10    |
| Sinistra Repubblicana di Catalogna              | 652 196    | 2,52  | 8     |
| Partito Nazionalista Basco                      | 420 980    | 1,63  | 7     |
| Coalizione Canaria                              | 235 221    | 0,91  | 3     |
| Blocco Nazionalista Galiziano                   | 208 688    | 0,81  | 2     |
| Partito Andalusista                             | 181 868    | 0,70  | –     |
| Unione Aragonese                                | 94 252     | 0,36  | 1     |
| Eusko Alkartasuna                               | 80 905     | 0,31  | 1     |
| Nafarroa Bai                                    | 61 045     | 0,24  | 1     |
| Blocco Nazionalista Valenciano - Sinistra Verde | 40 759     | 0,16  | –     |
| PSM - Intesa Nazionalista - Verdi - IU - ERC    | 40 289     | 0,16  | –     |
| Cittadini in Bianco                             | 40 208     | 0,16  | –     |
| Aralar - Zutik                                  | 38 560     | 0,15  | –     |
| I Verdi - Ecopacifisti                          | 37 499     | 0,14  | –     |
| Partito Aragonese                               | 36 540     | 0,14  | –     |
| Centro Democratico e Sociale                    | 34 101     | 0,13  | –     |
| I Verdi - L'Alternativa Ecologista              | 30 528     | 0,12  | –     |
| Altri <0,10%                                    | 341 006    | 1,32  | –     |
| Voti in bianco                                  | 407 795    | 1,58  | –     |
| Totale                                          | 25 891 299 | 100   | 350   |

### Senato
| Liste                                       | Seggi |
| ------------------------------------------- | ----- |
| Partito Socialista Operaio Spagnolo         | 102   |
| Partito Popolare                            | - 81  |
| Intesa Catalana del Progresso (PSC-ERC-ICV) | 12    |
| Partito Nazionalista Basco                  | 6     |
| Convergenza e Unione                        | 4     |
| Totale                                      | 208   |